# Dyfnwal II di Strathclyde
Dyfnwal II (moderno gaelico: Domnall; inglese moderno: Donald; fl. X secolo) regnò sullo Strathclyde nella prima metà del X secolo.
Tra gli studiosi c'è chi sostiene che sarebbe stato figlio di Domnall mac Áeda, Re di Ailech, un altro sconosciuto fratello di Costantino II di Scozia. C'è poi chi l'ha voluto identificare con Dyfnwal III di Strathclyde.